# Katori-jingū

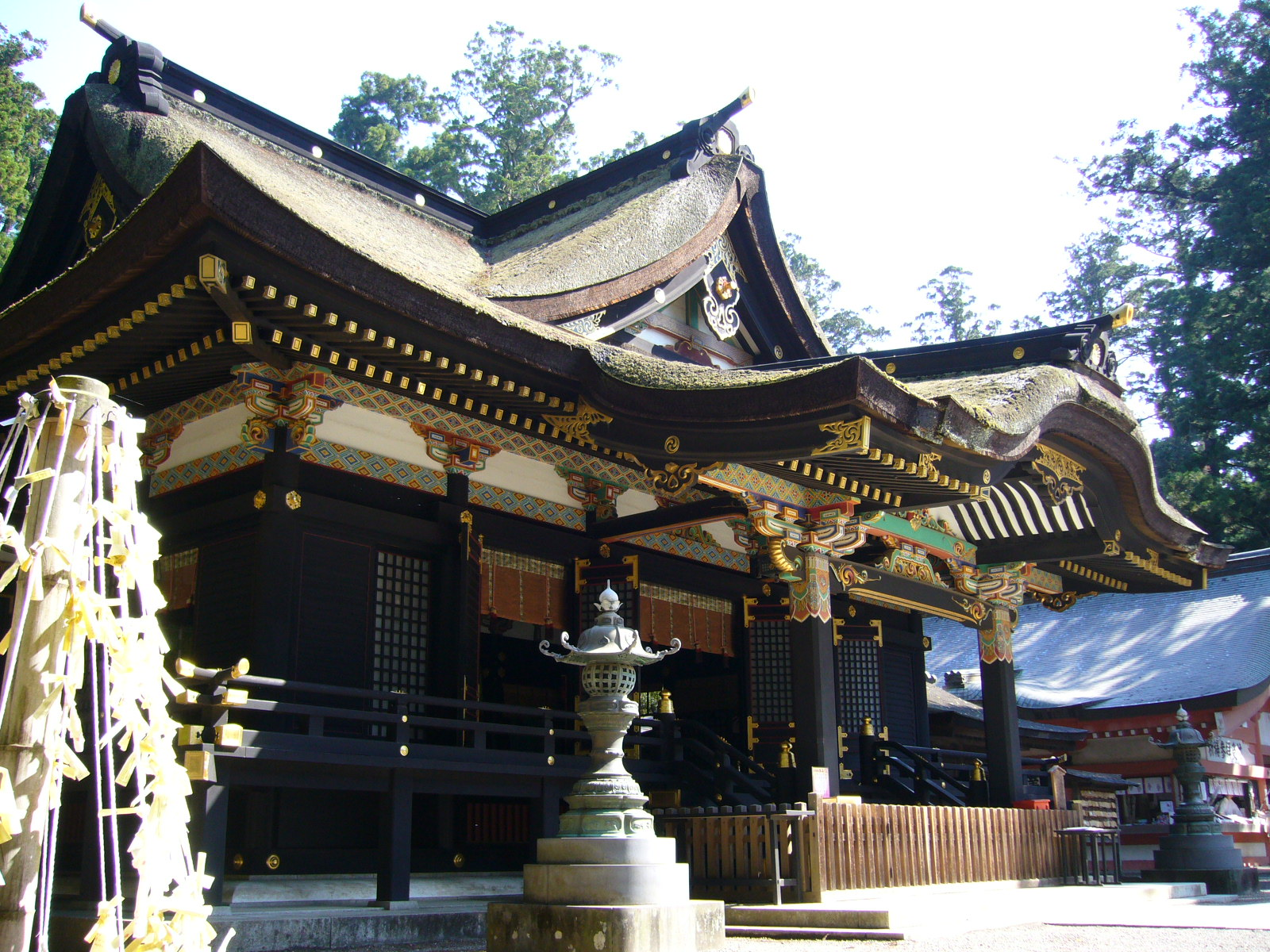
Gebetshalle (拝殿, haiden) des Schreins, 29. April 2007

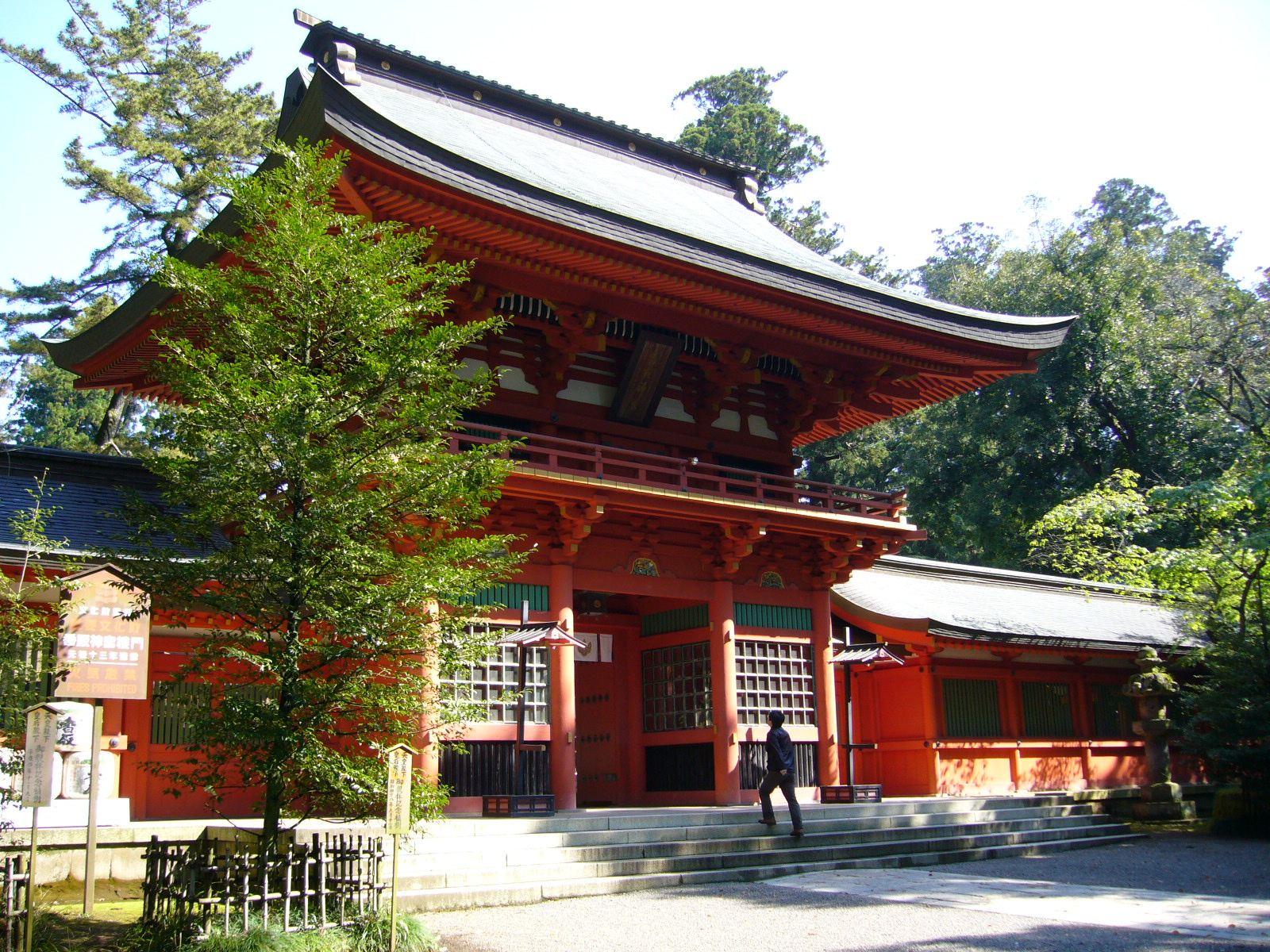
Turmtor (楼門, rōmon) des Schreins, 29. April 2007

Der Katori-jingū (jap. 香取神宮) ist ein Shintō-Schrein in der japanischen Stadt Katori, Präfektur Chiba.
Sein genaues Alter ist nicht bekannt. Der Legende am Schrein zufolge wurde er im Jahr 643 vor Christus bzw. im Jahre 18 der Herrschaft des mythischen Jimmu-tennō erbaut.
In der Heian-Zeit trug er den Titel des Ichi-no-miya (wörtlich: „Erster Schrein“) der Provinz Shimousa. Die gegenwärtigen Bauten der Haupthalle (honden) und des Turmtores (rōmon) stammen aus dem Jahr 1700 (respektive Jahr 13 der Genroku-Ära). Sie sind im Baustil sangensha nagare-zukuri (三間社流造) gehalten.
Der Schrein hat wegen seines Haupt-Kami (s. u.) besondere Relevanz für den vom Tennō bestimmten Shintō. Deswegen trägt er den Titel eines Jingū (神宮) und gehört zudem zu den Chokusaisha, Schreinen, die in regelmäßigen Abständen (hier: sechs Jahre) Gaben durch einen Abgesandten des Tennō erhalten.
Das ursprüngliche Schreingebäude wurde – ähnlich wie die Schreine von Ise – alle 20 Jahre abgerissen und neu gebaut, dieser Brauch namens shikinen sengū (式年遷宮) wird aber seit der Sengoku-Zeit (15.–16. Jh.) nicht mehr fortgeführt. Das heutige Hauptgebäude stammt aus dem Jahr 1700 und gilt als typisches Beispiel der Edo-zeitlichen Schreinarchitektur.

## Kami
Die Haupt-Kami des Katori-jingū (Futsu-nushi) und des Kashima-jingū (Take-mika-dzuchi) in Kashima (Präfektur Ibaraki) stehen in besonderer Beziehung zueinander, da sie zusammen den Abstieg von Ninigi auf die Erde vorbereitet hatten, mit ihm oft auf Reisen gegangen waren und auch sonst in der Mythologie des Shintō eine große Rolle spielen, da sie die Befriedung des Landes vorbereiteten. Sie sollen einander oft besuchen, weswegen das Gebiet zwischen den beiden Schreinen (Shin-shin-goetsu genannt) als heilig gilt. Die beiden Schreine gelten auch als Zentrum ihres Kultes in ganz Japan. Beide Gottheiten wurden von der mächtigen Adelsfamilie Fujiwara zu ihren Ahnen gezählt und werden daher auch (zusammen mit zwei weiteren Kami) im Kasuga-Schrein, dem Ahnenschrein der Fujiwara in Nara verehrt.
Im Sansa-jinja (einem massha) wird der aus dem Blut des Kagutsuchi entstandene Iha-tsutsu-wo-no-kami in der Gestalt zweier verschiedener Kami, Iha-tsutsu-no-wo-no-mikoto und Iha-tsutsu-no-me-no-mikoto, verehrt.
Weitere in Nebenschreinen verehrte Kami sind u. a. Izanagi (im Ō-shio-jinja, einem massha), Kono-hana-sakuya-hime (im Sakura-ō-toji-no-jinja), die Lehm-Kami Hani-yasu-hime zusammen mit dem Feuer-Kami (im Kaeri-to-jinja, ein massha), die acht aus dem verwesenden Körper von Izanami entstandenen Donner-Kami (im Roku-shiya-jinja, ein massha) und der Küchenherd-Kami Kamado-no-kami (im Hana-zono-jinja).

## Feste
Zu den am Katori-jingū begangenen Festen gehören das O-ta-ue-matsuri (eine Reisbau-Zeremonie, für zwei Tage Anfang Mai), das Ō-harae (am 30. Juni & 31. Dezember), das Shikinen-shinkō-sai bzw. Miikusa-Matsuri (Feier zum Gedenken an die Befriedung des Landes, durchgeführt vom 7. bis 16. April in jedem Jahr des Pferdes, d. h. alle 13 Jahre), das Dai-kyō-sai (ein sehr altes Reinigungszeremoniell, am 30. November) und das Danto-Matsuri (am 7. Dezember).